# Saint-Erblon (Mayenne)
 Saint-Erblon  es una población y comuna francesa, en la región de Países del Loira, departamento de Mayenne, en el distrito de Château-Gontier y cantón de Saint-Aignan-sur-Roë.

## Demografía
| 216 | 188 | 176 | 151 | 134 | 166 |
| Para los censos de 1962 a 1999 la población legal corresponde a la población sin duplicidades (Fuente: INSEE [Consultar]) |     |     |     |     |     |